# 1890 في اليونان
فيما يلي قوائم الأحداث التي وقعت خلال عام 1890 في اليونان.

## سياسة

### انتهاء فترة المنصب
- 14 أكتوبر – خاريلاوس تريكوبيس رئيس وزراء اليونان.

## مواليد

### يوليو
- 19 يوليو – جورج الثاني ملك اليونان سياسي يوناني.

## وفيات

### يناير
- 1 يناير – قسطنطين سيمونيدس (مواليد 1820)